# Alexander Stoddart
Alexander Stoddart, detto Sandy (Edimburgo, 1959), è uno scultore scozzese, dal 2008 nominato Scultore Ordinario al Servizio di Sua Maestà per la Scozia.

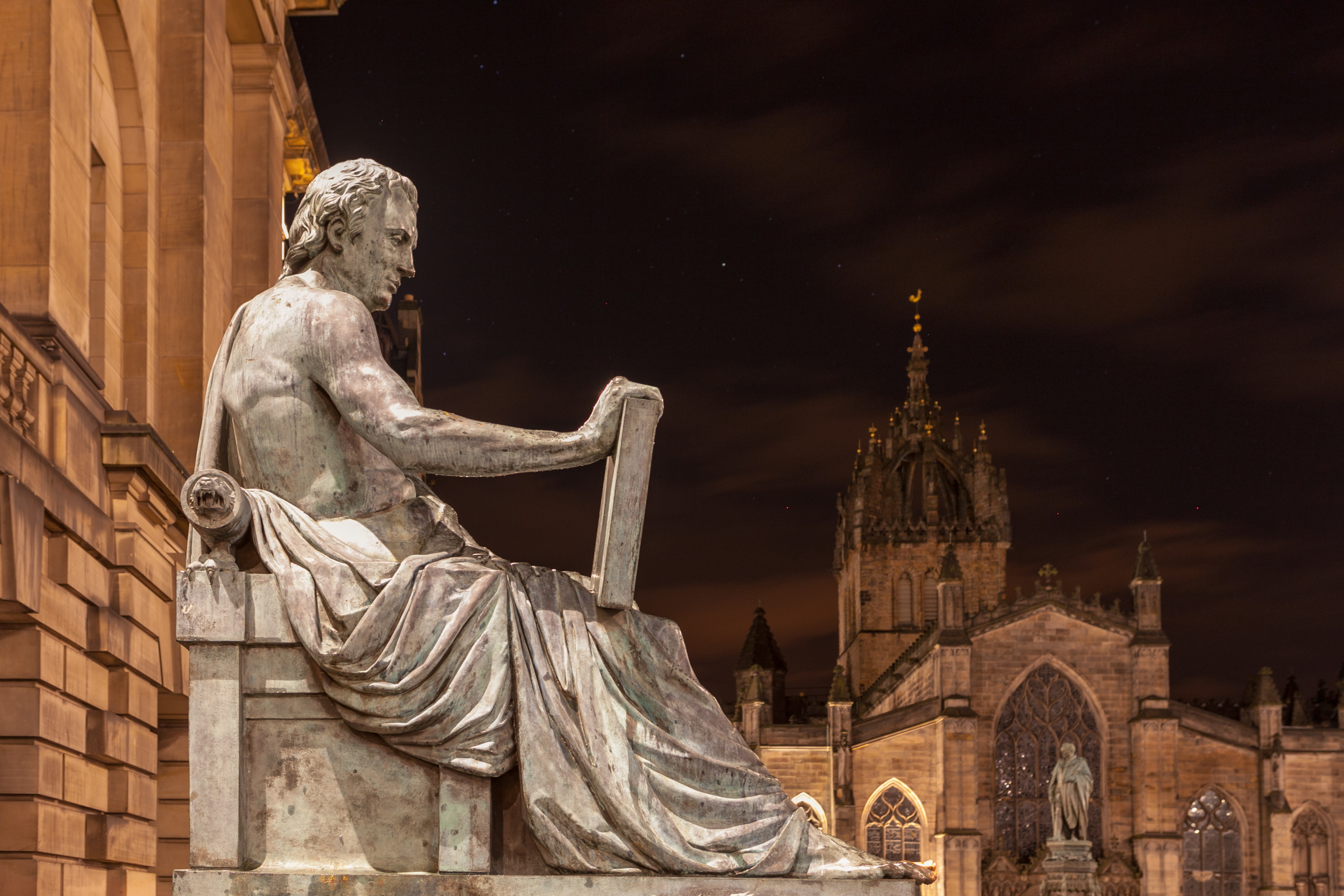
La statua commemorativa di David Hume di Alexander Stoddart, sul Miglio Reale di Edimburgo.

Lavora principalmente nell'ambito della scultura figurativa in creta seguendo la tradizione classica. Stoddart è celebre per la realizzazione di monumenti civili, tra i quali le grandi rappresentazioni di David Hume ed Adam Smith, posti sul Miglio Reale della sua città, e di altre personalità come James Clerk Maxwell e John Witherspoon. Stoddart ha motivato la sua opera così: «La mia grande ambizione è quella di scolpire per la Scozia», principalmente riprendendo gli schemi della tradizione del suo paese.
È cresciuto nel Renfrewshire, dove sviluppò un precoce interesse per le arti e la musica, studiando in seguito belle arti presso la Scuola d'Arte di Glasgow (1976-1980) e storia dell'arte all'Università di Glasgow. Durante questo periodo divenne sempre più critico verso le tendenze contemporanee dell'arte, come la pop art, e si concentrò sulla creazione di pezzi e figure in argilla. Stoddart associa la mancanza di forma nell'arte moderna al degrado sociale; in contrasto, le sue opere esprimono allusioni classiche.